# Stillehavsregionen
Stillehavsregionen (engelsk: Pacific rim) er et begreb, der henviser til de lande og områder, der ligger i Stillehavet. Regionen omfatter 38 stater og territorier. Flere vigtige økonomiske byer ligger i regionen, heriblandt Auckland, Brisbane, Ho Chi Minh City, Hong Kong, Lima, Los Angeles, Manila, Melbourne, Panama City, Portland, Busan, San Diego, San Francisco, Santiago de Chile, Seattle, Seoul, Shanghai, Singapore, Sydney, Taipei, Tokyo, Vancouver og Yokohama.
Honolulu er sæde for flere mellemstatslige og ikke-statslige organisationer i regionen.

## Stillehavsområdet Lande
| - Østasien - Rusland - Japan - Nordkorea - Sydkorea - Kina - Hongkong - Macao - Republikken Kina - Sydøstasien - Vietnam - Cambodja - Thailand - Malaysia - Singapore - Brunei - Indonesien - Filippinerne - Østtimor | - Oceanien (Suveræn stat) - Australien - Palau - Mikronesien - Papua Ny Guinea - Salomonøerne - Nauru - Marshalløerne - Vanuatu - New Zealand - Tuvalu - Fiji - Kiribati - Tonga - Samoa - Niue - Cookøerne | - Oceanien (Afhængigt territorium) - Australiens delstater og territorier - Norfolk Island - Kongeriget New Zealand - Tokelau - Frankrigs oversøiske områder - Ny Kaledonien - Wallis og Futuna - Fransk Polynesien - Britisk oversøisk territorium - Pitcairn - De Forenede Staters øområder - Nordmarianerne - Guam - Amerikansk Samoa - USA - Hawaii - Chile - Påskeøen | - Nordamerika - Canada - USA - Mexico - Mellemamerika - Guatemala - El Salvador - Honduras - Nicaragua - Costa Rica - Panama - Sydamerika - Colombia - Ecuador - Peru - Chile |

## Handel
Stillehavsområdet har en masse international skibsfart, hvor alle de top 10 travleste containerhavne er i Rim-nationerne undtagen en og hjemsted for næsten tre femtedele af verdens travleste containerskibshavne:
| - Sydkorea - Busan (5.) - Japan - Yokohama (36.) - Tokyo (25.) - Nagoya (47.) - Kobe (49.) - Republikken Kina - Kaohsiung (12.) - Hongkong - Hongkong (3.) | - Kina - Shanghai (1.) - Shenzhen (4.) - Ningbo (6.) - Guangzhou (7.) - Qingdao (8.) - Tianjin (10.) - Xiamen (19.) - Dalian (21.) - Lianyungang (30.) - Yingkou (34.) | - Filippinerne - Manila (37.) - Vietnam - Saigon (28.) - Thailand - Laem Chabang (22.) - Malaysia - Klang Havn (13.) - Tanjung Pelepas (16.) - Singapore - Singapore (2.) | - Indonesien - Jakarta (24.) - Surabaya (38.) - Canada - Vancouver (50.) - USA - Los Angeles (17.) - Long Beach (18.) - Seattle/Tacoma (48.) - Panama - Balboa (43.) |